# A.E.W. Mason
Pour les articles homonymes, voir Mason.
Œuvres principales
- Les Quatre Plumes blanches (1902)
- Le Trésor de la villa rose (1910)

Alfred Edward Woodley Mason (Camberwell, Londres, 7 mai 1865 - Londres, 22 novembre 1948) est un écrivain et homme politique britannique.

## Biographie
Il fait ses études à Dulwich et Oxford et se tourne rapidement vers le théâtre. Cette expérience laissera des traces, puisqu'il écrira plus tard quelques pièces de théâtre. Élu député libéral du Parlement en 1906, il quitte la politique dès la fin de son mandat.  Homme d'action, il préfère, pendant la Première Guerre mondiale, s'engager dans la marine et participer à des missions d'espionnage, notamment en Espagne, au Maroc et au Mexique.
Il aborde l'écriture dès la vingtaine, mais publie seulement à partir de 1895. Auteurs de romans historiques et de romans d'aventures, il s'est aussi intéressé au roman policier.  Parmi ses livres traduits en français figurent notamment un classique du roman d'aventures, Les Quatre Plumes blanches (The Four Feathers, 1902), et Le Trésor de la villa rose (At the Villa Rose, 1910), un roman policier réputé dans lequel apparaît pour la première fois l'inspecteur Gabriel Hanaud de la Sûreté et Monsieur Ricardo, son acolyte et le narrateur de ses exploits dans quatre autres romans et trois nouvelles.

## Œuvre

### Série policièreInspector Hanaud
- At the Villa Rose (1910), roman Le Trésor de la Villa Rose, Paris, Librairie des Champs-Élysées, coll. « Le Masque » no 170, 1935 ; réédition, Paris, Librairie des Champs-Élysées, coll. « Le Masque. Les Introuvables du Masque » no 170, 1995  (ISBN 2-7024-2594-1)
- The Affair at the Semiramis Hotel (1917), nouvelle L'Affaire du Sémiramis, « in » Edgar Wallace, La Mélodie de la mort, Paris, Librairie des Champs-Élysées, coll. « Le Masque » no 105, 1932[3] ; reproduction en fac-similé, Paris, Éditions du Masque, 2018  (ISBN 978-2-7024-4889-2)
- The House of the Arrow (1924), roman
- No Other Tiger (1927), nouvelle
- The Prisonner in the Opal (1928), roman
- The Wouldn't Be Chessmen (1935), roman
- The House in Lordship Lane (1946), roman
- The Ginger King (1940), nouvelle

### Romans
- A Romance of Wastdale (1895)
- The Courtship of Maurice Buckler (1896)
- Lawrence Clavering (1897)
- The Philanderers (1897)
- Parson Kelly (1899) (avec Andrew Lang)
- Miranda of the Balcony (1899)
- The Watchers (1899) Les Guetteurs, Paris, Larousse, coll. « Contes et romans pour tous » no 10, 1929
- Clementina (1901)
- The Four Feathers (1902) Les Quatre Plumes blanches, Paris, Éditions Juven, 1907 ; réédition, Paris, Intercontinentale du livre, 1956 ; réédition, Paris, Walter Beckers, 1976 ; réédition, Paris, Phébus, coll. « Littérature étrangère », 1991 ; réédition, Paris, 10/18, coll. « Domaine étranger » no 2518, 1994 ; réédition, Paris, Libretto, coll. « Littérature étrangère », 2020  (ISBN 978-2-36914-557-8)
- The Truants (1904)
- Running Water (1906) L'Eau vive, Paris, Éditions Nelson, coll. « Nelson », no 93, 1914 ; réédition, Paris, Nabu Press, 2012
- The Broken Road (1907) La Route interrompue, Paris, Pierre Laffite, 1910
- The Turnstile (1912)
- The Witness for the Defence (1913) Le Témoin de la défense, Paris, Albin Michel, 1921
- The Summons (1920)
- The Winding Stair (1923)
- The Dean's Elbow (1930)
- The Three Gentlemen (1932)
- The Sapphire (1933) Le Saphir « in » Sur trois continents, Paris, Éditions de l'illustration, [s.d]
- Fire Over England (1936)
- The Drum (1937)
- Konigsmark (1938)
- Musk and Amber (1942)
- The Crystal Trench (2001), roman posthume

### Recueils de nouvelles
- Ensign Knightley: And Other Stories (1901)
- The Four Corners of the World (1917)
- Dilemmas (1934)

### Nouvelles
- Hatteras (1901)
- The Crystal Trench (1915)
- Green Paint (1917)
- North of the Tropic of Capricorn (1917)
- One of Them (1917)
- Peiffer (1917)
- Raymond Byatt (1917)
- The Brown Book (1917)
- The Clock (1917)
- The Ebony Box (1917)
- The House of Terror (1917) La Maison de terreur, Paris, E. Fasquelle, 1917
- The Refuge (1917)
- Under Bignor Hill (1917)
- A Flaw in the Organization (1934)
- Magic (1934)
- Mata Hari (1934)
- Sixteen Bells (1934)
- Tasmanian Jim's Specialities (1934)
- The Cronometer (1934)
- The Cruise of the Virgen del Socorro (1934)
- The Duchess and Lady Torrent (1934)
- The Italian (1934)
- The Key (1934) La Clef « in » Sur trois continents, Paris, Éditions de l'illustration, [s.d]
- The Law of Flight (1934) la Loi de fuite « in » Sur trois continents, Paris, Éditions de l'illustration, [s.d]
- The Reverend Bernard Simmons, B.D. (1934)
- The Strange Case of Joan Winterbourne (1934)
- The Wounded God (1934)

### Autres publications
- The Royal Exchange (1920)
- Sir George Alexander & the St. James' Theatre (1935)
- The Life of Francis Drake (1941)